# Latvijas PSR čempionāts futbolā 1953
L'edizione 1953 del massimo campionato di calcio lettone fu la 9ª come competizione della Repubblica Socialista Sovietica Lettone; il titolo fu vinto dal Sarkanais Metalurgs, giunto al suo quinto titolo.

## Formato
Il campionato era formato da sette squadre che si incontrarono in gironi di andata e ritorno per un totale di 14 turni e 12 incontri per squadra; erano assegnati due punti alla vittoria, un punto al pareggio e zero per la sconfitta.

## Classifica finale
|                        | Pos. | Squadra              | Pt | G  | V  | N | P | GF | GS | DR  |
| ---------------------- | ---- | -------------------- | -- | -- | -- | - | - | -- | -- | --- |
| RSS Lettone (bandiera) | 1.   | Sarkanais Metalurgs  | 21 | 12 | 10 | 1 | 1 | 38 | 3  | +35 |
|                        | 2.   | Spartak Elektro Riga | 17 | 12 | 8  | 1 | 3 | 22 | 14 | +8  |
|                        | 3.   | Dinamo Riga          | 14 | 12 | 6  | 2 | 4 | 13 | 13 | +0  |
|                        | 4.   | VEF Riga             | 11 | 12 | 5  | 1 | 6 | 18 | 20 | -4  |
|                        | 5.   | Vulkans Kuldiga      | 10 | 12 | 4  | 2 | 6 | 14 | 26 | -12 |
|                        | 6.   | Daugava Talsi        | 7  | 12 | 3  | 1 | 8 | 16 | 26 | -10 |
|                        | 7.   | Dinamo Ventspils     | 4  | 12 | 1  | 2 | 9 | 9  | 28 | -19 |